# Leptoscyphus spectabilis
Leptoscyphus spectabilis là một loài rêu tản trong họ Geocalycaceae. Loài này được (Stephani) Grolle miêu tả khoa học lần đầu tiên năm 1980.